# Сандра Цісек

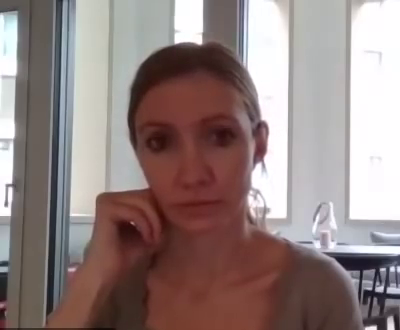
Цісек у 2021 році

Сандра Цісек (нім. вимова: [ˈzandʁa ˈt͡siːzɛk] ( прослухати); нар. 1978) — німецька медикиня і вірусологиня. Директорка Інституту медичної вірусології в Університетській клініці Франкфурта та професорка медичної вірусології у Франкфуртському університеті. Серед основних сфер її досліджень — нові форми терапії гепатиту С і, віднедавна, пошук ліків проти COVID-19.

## Кар'єра
Народилася 1978 року в Госларі. Від 1997 до 2003 року вивчала медицину в Геттінгенському університеті та в Ганноверській медичній школі (MHH), де 2004 року здобула докторський ступінь, захистивши дисертацію про вплив певних дендритних клітин на інфекцію гепатиту С. Змогла довести, що ці клітини можуть знищувати інфіковані клітини — чого не відбувається у хворих на гепатит С, що може бути причиною розвитку хронічної інфекції гепатиту С. Дисертацію відзначено кількома преміями.
Після докторської дисертації працювала там до 2009 року, спочатку помічником лікаря.
Від 2009 до 2012 рік була науковим співробітником у проєкті, фінансованому DFG, у Twincore, спільній дослідницькій установі MHH та Центру дослідження інфекцій імені Гельмгольца, де досліджувала нові терапевтичні підходи до гепатиту С. 2011 року захистила дисертацію з експериментальної гастроентерології про оптимальну імуносупресію у хворих на гепатит С після трансплантації печінки. 2013 року закінчила спеціалізацію зі внутрішньої медицини та гастроентерології.
Від 2011 до 2016 року очолювала дослідницьку групу вірусних гепатитів у MHH, де на початку 2016 року її призначено доцентом кафедри внутрішньої медицини. Незабаром після цього, у березні 2016 року, її призначено професором вірусології в медичний факультет Університету Дуйсбург-Ессен і вона стала заступницею керівника Інституту вірусології. До 2018 року пройшла другу спеціалізовану підготовку з мікробіології, вірусології та епідеміології інфекційних захворювань, приблизно в той самий час здобула ступінь магістра з управління громадською охороною здоров'я в Університеті Ерлангена — Нюрнберга.
З весни 2019 року директорка Інституту медичної вірусології в Університетській лікарні Франкфурта та професорка медичної вірусології у Франкфуртському університеті. 2020 року вона відіграє ключову роль у дослідженнях SARS-CoV-2, нового коронавірусу. У лютому 2020 року вона та її команда змогли довести, що люди без симптомів також можуть бути носіями та, отже, векторами вірусу. Після спалаху пандемії, у березні 2020 року протягом 24 годин після подачі заявки отримала грант у розмірі 250 000 євро від Johanna-Quandt-Stiftung на пошук ефективних ліків проти COVID-19.
Членкиня різних наукових груп, а також національних і міжнародних професійних товариств. Одна з двох вірусологів, які брали участь у подкасті Coronavirus Update від Norddeutscher Rundfunk (NDR), бувши гостем що два тижні (в інші два тижні — вірусолог Крістіан Дростен)[джерело?].
2022 року Альянс 90/Зелені висунув її делегаткою на Федеральні збори з виборів президента Німеччини.

## Особисте життя
Одружена, має дочку (2013 р. н.).

## Нагороди
- 2004: Докторська премія Товариства друзів Ганноверської медичної школи[10]
- 2004: Премія Ismar Boas за видатні дисертації Німецького товариства гастроентерології, травлення та метаболічних захворювань[de][19]
- 2010: Премія Мартіна Ґюльзова[de] Німецького товариства гастроентерології, травлення та метаболічних захворювань[20]
- 2011: Preventionspreis Німецького товариства внутрішньої медицини[de][21]

## Вибрані публікації
- Hoehl, Sebastian; Rabenau, Holger; Berger, Annemarie; Kortenbusch, Marhild; Cinatl, Jindrich; Bojkova, Denisa; Behrens, Pia; Böddinghaus, Boris; Götsch, Udo (18 лютого 2020), Evidence of SARS-CoV-2 Infection in Returning Travelers from Wuhan, China, New England Journal of Medicine (англ.), 382 (13): 1278—1280, doi:10.1056/NEJMc2001899, PMC 7121749, PMID 32069388 у The New England Journal of Medicine
- Corman, Victor M.; Rabenau, Holger F.; Adams, Ortwin; Oberle, Doris; Funk, Markus B.; Keller-Stanislawski, Brigitte; Timm, Joerg; Drosten, Christian; Ciesek, Sandra (29 березня 2020), SARS-CoV-2 asymptomatic and symptomatic patients and risk for transfusion transmission, Transfusion (англ.), 60 (6): 1119—1122, doi:10.1111/trf.15841, PMC 7267331, PMID 32361996 у Transfusion
- Eis-Huebinger, Anna Maria; Hoenemann, Mario; Wenzel, Juergen J.; Berger, Annemarie; Widera, Marek; Schmidt, Barbara; Aldabbagh, Souhaib; Marx, Benjamin; Streeck, Hendrik (29 березня 2020), Ad hoc laboratory-based surveillance of SARS-CoV-2 by real-time RT-PCR using minipools of RNA prepared from routine respiratory samples, Journal of Clinical Virology (англ.), 127: 104381, doi:10.1016/j.jcv.2020.104381, PMC 7175872, PMID 32344319